# Лаупен (Берн)
Лаупен (нем. Laupen BE) — коммуна в Швейцарии, в кантоне Берн. 
Входит в состав округа Лаупен. Население составляет 2790 человек (на 31 декабря 2006 года). Официальный код — 0667.
Летом 1339 года здесь произошло сражение между Берном и его союзниками с одной стороны и Габсбургами при поддержке Бургундии с другой стороны.